# 史蔭美
史蔭美（1889年—1954年），男，江蘇扬州人，中國古箏演奏家。他不僅擅長彈奏古箏，對琵琶和古琴等其他樂器也較為精通，因而得到“民樂奇才”之譽。

## 生平
史蔭美出生於光緒15年（1889年）揚州的一個書香家庭，但家境並不富裕。19歲時和父親一起前往北京，就讀於北京顺直中学，毕业后進入北大预科。但是因為家境貧寒之故，最終輟學。民國元年（1912）進入中華民國交通部电政司工作，後來一直在這裡做到主事。
史蔭美早年曾從黃勉之學習過一些樂器，擅彈古筝、琵琶、琴。其中尤以古筝為精，此外亦通兼笙、管、箫、笛，會唱昆曲，被譽為“民乐奇才”之誉。
抗日战争爆發之前，同时受四存中学聘請擔任音乐教師共15年之久。民國二十七年（1928年）政府迁都南京，他也就失去了工作，只有輾轉在華北和東北各地謀生。七七事变爆發後返回揚州才回到扬州，曾有人請他去南京政府工作，但拒辭不受。在揚州史蔭美參加過廣陵琴社活動，與琴家孫紹陶有來往。在揚州時，胡斗东、王剑飞等人曾向他學習古箏，而史蔭美曾將自己弟子梁在平送給他的《拟筝谱》一书转赠王剑飞。他晚年一直呆在揚州直至逝世。